# Saiwa Tjalem
Saiwa Tjalem ist eine Reiseerzählung Karl Mays.

## Textgeschichte
Nachdem Karl May die Erzählung 1883 geschrieben hatte, wurde sie im selben Jahr auch erstmals in der Zeitschrift Vom Fels zum Meer veröffentlicht.
1897 wurde die Erzählung von den  Gesammelten Reiseerzählungen übernommen und in Band 23 der Gesammelten Werke Auf fremden Pfaden veröffentlicht. Im Jahr 1945 wurde die Erzählung von Saiwa Tjalem in Der Talisman umbenannt.
Der Braunschweiger Verlag A. Graff veröffentlichte 1976 in der Reihe Werkdruck-Reprints den Vom Fels zum Meer-Band Christi Blut und Gerechtigkeit/Saiwa tjalem mit einem Faksimile des Erstsatzes.
1984 gab Siegfried Augustin im Südwest Verlag Stuttgart den von Gustav Krum illustrierten Anthologieband Die schönsten Abenteuergeschichten heraus, der eine bearbeitete Fassung der Erzählung mit dem Titel Old Shatterhands Abenteuer in Lappland beinhaltet. 1997 wurde der gleiche Band bei Cormoran veröffentlicht.
1985 erschien die Wiedergabe des Erstdrucks in Der Krumir, einem Reprintband der Karl-May-Gesellschaft.
2001 erschien bei Langen-Müller der von Siegfried Augustin und Walter Hansen herausgegebene Karl-May-Band Abenteuergeschichten, der wiederum eine Bearbeitung mit dem Titel Saiwa tjalem – Als Skiläufer in Lappland enthält.
2007 erschien unter dem Titel Der Rentiermörder eine bearbeitete Fassung der Geschichte im Sonderband zu den Gesammelten Werken An der Quelle des Löwen.
German Neundorfer gab 2011 in der Reihe Fischer Klassik die Anthologie Die schönsten Jagdgeschichten – Ein Lesebuch heraus, das einen unbearbeiteten Neusatz der Geschichte unter dem Titel Bärenjagd in Lappland enthält.
Die Fassung Der Talisman ist im 2012 im Karl-May-Verlag erschienenen Sonderband Ein Lesebuch enthalten, von dem auch eine Lizenzausgabe bei Weltbild erschienen ist.

## Inhalt
Der Ich-Erzähler ist in seiner einzigen Erzählung im Lappland bei einer Lappen-(Samen-)Familie zu Besuch. Bei der Jagd auf einen Bären, der ein Rentierkalb gerissen hat, sehen die Verfolger einen Mann, der offenbar aus schlechtem Gewissen vor ihnen flieht. Der älteste, Vater Pent, besteht darauf ihn allein zu verfolgen, kommt aber nicht zurück. Während der Bär verspeist wird, schlägt Vater Pents Hund Alarm und führt die Lappen und den Ich-Erzähler zu einer Eisspalte, in der Vater Pent bewusstlos aufgefunden wird. Als er am nächsten Tag wieder zu sich kommt, berichtet er dem Ich-Erzähler, dass seine im Eis versteckten Ersparnisse gestohlen wurden. Vater Pent vermutet, dass der Mann, den er am vorigen Tag verfolgt hat, der Dieb ist. Er glaubt fest daran, dass sein Saiwa Tjalem (wörtlich: Heiliges Schriftstück, Talisman) ihm bei der Wiederbeschaffung helfen wird. Da er aber die Sprache des Talismans nicht lesen kann, weiß er nicht, was darin steht. Der Ich-Erzähler entziffert es und findet so heraus, dass sich ein Händler wohl einen Spaß am Vater Pent erlaubt hat, denn im Schriftstück stehen nur einige Witzworte. Vater Pent will diese Tatsache aber nicht glauben. Daher beschließen die beiden, dass der Talisman dem Dieb in die Hände fallen muss. Wenn das Schriftstück dem Dieb nicht helfen wird, ist er überzeugt, dass es wirklich nicht echt war.
Nach kurzer Spurensuche kommen sie beim Nachbarn Stalo an. Der Ich-Erzähler vermutet dessen Diener als Dieb, da dieser die gleichen Fußabdrücke hat wie die, die am Tatort gefunden wurden. Während Vater Pent den Nachbarn und seinen Diener ablenkt und diesem dabei den Talisman unterjubelt, findet der Ich-Erzähler das geraubte Geld. Der Dieb kann fliehen und somit ist bewiesen, dass der Talisman nicht echt war. Nachdem die beiden mit dem Geld wieder zur Familie zurückgekehrt sind, wirft Vater Pent den gefälschten Talisman ins Feuer und die Reste des gejagten Bären werden verspeist.